# Episodi di Bones (ottava stagione)
L'ottava stagione della serie televisiva Bones, composta da 24 episodi, è stata trasmessa in prima visione assoluta negli Stati Uniti d'America da Fox dal 17 settembre 2012 al 29 aprile 2013.
La stagione include 4 episodi stand-alone prodotti al termine della stagione precedente; uno dei quali è anche caratterizzato da una narrazione differente mai utilizzata prima nella serie: l'intero episodio è visto interamente dalla prospettiva della vittima dell'omicidio.
In Italia, i primi due episodi della stagione sono stati trasmessi in prima visione in chiaro da TOP Crime il 1º giugno 2014; i restanti episodi sono stati trasmessi in prima visione satellitare da Fox Life, canale a pagamento della piattaforma Sky, dal 2 settembre 2014, e in chiaro da Rete 4 dal 3 settembre 2014 al 19 novembre 2014.
| nº | Titolo originale                | Titolo italiano             | Prima TV USA      | Prima TV Italia   |
| -- | ------------------------------- | --------------------------- | ----------------- | ----------------- |
| 1  | The Future in the Past          | Il linguaggio dei fiori     | 17 settembre 2012 | 1º giugno 2014    |
| 2  | The Partners in the Divorce     | Complici nel divorzio       | 24 settembre 2012 | 1º giugno 2014    |
| 3  | The Gunk in the Garage          | La bomba nel garage         | 1º ottobre 2012   | 9 settembre 2014  |
| 4  | The Tiger in the Tale           | La tigre                    | 8 ottobre 2012    | 9 settembre 2014  |
| 5  | The Method to the Madness       | La bottega delle mele       | 5 novembre 2012   | 16 settembre 2014 |
| 6  | The Patriot in Purgatory        | L'eroe dimenticato          | 12 novembre 2012  | 16 settembre 2014 |
| 7  | The Bod in the Pod              | Il corpo nel baccello       | 19 novembre 2012  | 23 settembre 2014 |
| 8  | The But in the Joke             | L'artista di strada         | 26 novembre 2012  | 23 settembre 2014 |
| 9  | The Ghost in the Machine        | Una faccenda in sospeso     | 3 dicembre 2012   | 30 settembre 2014 |
| 10 | The Diamond in the Rough        | Lo scheletro di cristalli   | 14 gennaio 2013   | 30 settembre 2014 |
| 11 | The Archaeologist in the Cocoon | L'archeologo nel bozzolo    | 14 gennaio 2013   | 7 ottobre 2014    |
| 12 | The Corpse on the Canopy        | Il cadavere sul baldacchino | 21 gennaio 2013   | 7 ottobre 2014    |
| 13 | The Twist in the Plot           | Tombe affollate             | 28 gennaio 2013   | 14 ottobre 2014   |
| 14 | The Doll in the Derby           | Sangue in pista             | 4 febbraio 2013   | 14 ottobre 2014   |
| 15 | The Shot in the Dark            | Uno sparo nel buio          | 11 febbraio 2013  | 21 ottobre 2014   |
| 16 | The Friend in Need              | L'amico bisognoso           | 18 febbraio 2013  | 21 ottobre 2014   |
| 17 | The Fact in the Fiction         | Viaggio nel tempo           | 25 febbraio 2013  | 28 ottobre 2014   |
| 18 | The Survivor in the Soap        | Il cadavere nel sapone      | 4 marzo 2013      | 28 ottobre 2014   |
| 19 | The Doom in the Gloom           | Apocalisse                  | 18 marzo 2013     | 4 novembre 2014   |
| 20 | The Blood from the Stones       | Sangue sui diamanti         | 25 marzo 2013     | 4 novembre 2014   |
| 21 | The Maiden in the Mushrooms     | La signora nei funghi       | 1º aprile 2013    | 11 novembre 2014  |
| 22 | The Party in the Pants          | Spogliarelli e omicidi      | 15 aprile 2013    | 11 novembre 2014  |
| 23 | The Pathos in the Pathogens     | Virus letale                | 22 aprile 2013    | 18 novembre 2014  |
| 24 | The Secret in the Siege         | Le colpe dei padri          | 29 aprile 2013    | 18 novembre 2014  |

## Il linguaggio dei fiori
- Titolo originale: The Future in the Past
- Diretto da: Ian Toynton
- Scritto da: Hart Hanson e Stephen Nathan

### Trama
Sono passati tre mesi da quando Brennan si è nascosta dopo essere stata incastrata per l'omicidio commesso in realtà da Christopher Pelant. Il team del Jeffersonian riesce a comunicare segretamente con lei e a farle analizzare di nascosto il corpo rinvenuto. Il cadavere è di una ex insegnante di Pelant, che viene attaccato da Hodgins preso dalla rabbia per la situazione. L'agente che ha preso il posto di Booth per il caso continua a dare la caccia a Bones mentre i due coniugi si riuniscono. Max fa da bersaglio cercando di allontanare Pelant dalla figlia dopo un tentativo di comunicazione fallito tra i membri della squadra e la dottoressa Brennan. Con l'aiuto di Brennan nell'esaminazione dei resti trovati si arriva all'arresto di Pelant. Brennan viene quindi scagionata, ma si scopre che in realtà il vero nome di Pelant è Bassam Alfayat, un immigrato egiziano, e che quindi l'arresto effettuato negli Stati Uniti non è valido. Pelant viene così rimpatriato in Egitto.
- Ascolti USA: telespettatori 7 980 000[5]
- Ascolti Italia:[6] telespettatori 657 000 – share 4,84%[7]

## Complici nel divorzio
- Titolo originale: The Partners in the Divorce
- Diretto da: Allison Liddi-Brown
- Scritto da: Michael Peterson

### Trama
Un uomo assassinato viene ritrovato, in fiamme, in un bidone sotto un ponte; ma si rivelerà essere un famoso avvocato divorzista, pugnalato con una penna stilografica e ucciso in un modo che sembra un po' assurdo. Sembra infatti sia morto cadendo su una scala molto ripida e finendo in piedi dopo una caduta di diverse decine di metri. Nel frattempo ci sono problemi tra Booth e Bones che dopo i tre mesi di separazione devono riabituarsi alla loro relazione e ai loro ruoli.
- Ascolti USA: telespettatori 7 610 000[8]
- Ascolti Italia:[6] telespettatori 490 000 – share 5,90%[7]

## La bomba nel garage
- Titolo originale: The Gunk in the Garage
- Diretto da: Kate Woods
- Scritto da: Jonathan Collier

### Trama
Nel garage di un lussuoso hotel avviene un'esplosione molto violenta che fa una vittima; peccato che quando il Dr. Sweets e la sua provvisoria collega dell'FBI vanno a dare la notizia alla moglie, la vittima sta tranquillamente tornando a casa. Nel frattempo Booth si ritrova a combattere con gli aspetti burocratici del suo lavoro nella speranza di ricevere una promozione che però gli darebbe un lavoro alla scrivania mentre lui è un uomo d'azione. Comunque, scoperta la vera vittima, ossia il fratello gemello dell'uomo trovato che non aveva mai conosciuto, si scopre che in realtà è morto per errore del sicario mandato dalla moglie di suo fratello gemello; alla fine riusciranno a salvare l'uomo anche se il Dr. Sweet resterà ferito dall'affascinante collega con cui dovrà però chiarire di essere già impegnato.
- Ascolti USA: telespettatori 6 990 000[9]
- Ascolti Italia:[6] telespettatori 744 000 – share 4,82%[10]

## La tigre
- Titolo originale: The Tiger in the Tale
- Diretto da: Dwight Little
- Scritto da: Dean Lopata

### Trama
Un cadavere viene ritrovato sul ciglio di una strada in mezzo a varie fattorie; si tratta di un lavoratore a giornata per lavori non specializzati come se ne trovano tanti lì vicino soprattutto dopo la crisi. Durante l'indagine si scopre un traffico illegale di animali esotici e purtroppo i protagonisti non arrivano in tempo per salvare la tigre di razza siberiana pura che era stata acquistata illegalmente. Nel frattempo Sweets e Daisy stanno per andare a vivere insieme, ma alla fine Sweets capisce che questo implicherà il matrimonio con Daisy, ma lui non si sente pronto.
- Ascolti USA: telespettatori 7 200 000[11]
- Ascolti Italia:[6] telespettatori 582 000 – share 6,34%[10]

## La bottega delle mele
- Titolo originale: The Method to the Madness
- Diretto da: Kate Woods
- Scritto da: Keith Foglesong

### Trama
Viene ritrovato il cadavere di una donna nell'immondizia di un quartiere di artigiani, si tratta di una giovane donna che produceva purea di mele insieme alla sua socia. Il corpo è stato mutilato e scuoiato e non si riesce a capire chi possa essere stato tanto meticoloso e preciso finché non trovano il macchinario usato per la purea artigianale. Intanto Sweets si trova a dover ricominciare dopo la fine della sua relazione con Daisy e a dormire in ufficio per averle lasciato l'appartamento; per questo Booth lo invita a passare qualche notte in casa sua e di Bones che, stranamente per lui, si trova molto bene con Sweets, anzi ad un certo punto useranno psicologia e antropologia contro Booth per vincere la discussione.
- Ascolti USA: telespettatori 7 300 000[12]
- Ascolti Italia:[6] telespettatori 640 000 – share 4,55%[13]

## L'eroe dimenticato
- Titolo originale: The Patriot in Purgatory
- Diretto da: François Velle
- Scritto da: Stephen Nathan

### Trama
Dopo aver visto una partita di basket con Booth e aver letto al riguardo, Bones pensa di essere in grado di formare un'ottima squadra con i suoi assistenti, facendo loro da allenatrice. Intanto la coppia è alle prese con un caso archiviato e riportato alla luce dai tirocinanti della Brennan, inerente ad un barbone morto dieci giorni dopo l'11 settembre 2001. Il team dei tirocinanti scoprirà che la vittima era al Pentagono il giorno dell'attentato e ha avuto modo di salvare tre dipendenti dell'edificio, causandosi però delle ferite che lo condurranno alla morte 10 giorni dopo.
- Ascolti USA: telespettatori 6 960 000[14]
- Ascolti Italia:[6] telespettatori 505 000 – share 6,51%[13]

## Il corpo nel baccello
- Titolo originale: The Bod in the Pod
- Diretto da: Tim Southam
- Scritto da: Pat Charles

### Trama
Viene ritrovato un cadavere in un rivestimento di plastica saldato dal calore del sole che ha creato una specie di capsula; nel frattempo Hodgins e Angela scoprono la relazione segreta tra Arastoo e Cam.
- Ascolti USA: telespettatori 7 110 000[15]
- Ascolti Italia:[6] telespettatori 659 000 – share 4,44%[16]

## L'artista di strada
- Titolo originale: The But in the Joke
- Diretto da: Ian Toynton
- Scritto da: Keith Foglesong

### Trama
In questo caso ai resti umani ritrovati è rimasto letteralmente attaccato, con della colla industriale, un ragazzo che si scopre poi essere il grande Zed, un artista di strada idolo di Angela. Il team deve quindi riuscire a staccare l'uomo dai resti senza corrompere prove importanti. Scoperto che la vittima era un comico esordiente, Booth per stanare un sospettato deve lavorare sotto copertura, fingendosi un cabarettista e scoprendosi molto bravo nel ruolo fittizio. Intanto l'amore di Angela per le belle arti la porta ad avvicinarsi all'artista di strada incollato al cadavere. 
- Ascolti USA: telespettatori 7 960 000[17]
- Ascolti Italia:[6] telespettatori 490 000 – share 6,43%[16]

## Una faccenda in sospeso
- Titolo originale: The Ghost in the Machine
- Diretto da: Milan Cheylov
- Scritto da: Hart Hanson

### Trama
Episodio in cui vediamo le indagini dal punto di vista della vittima che, secondo Avalon, la veggente di Angela, si trova lì con il suo scheletro per alcune questioni irrisolte. La vittima è un ragazzo di 14 anni e questo commuove tutti perfino la Brennan; ma alla fine si scoprirà che la sua morte è avvenuta a causa di una bravata e che uno dei ragazzi che lo hanno seppellito è tornato per seppellirlo nella serra a causa degli incubi in cui vedeva il suo amico Colin che lo fissava e gli diceva che aveva freddo; e che il suo spirito non era in pace perché la ragazza più grande di cui era innamorato non aveva ascoltato il cd di canzoni che gli aveva fatto con la sua dichiarazione.
- Altri interpreti: Cyndi Lauper (Avalon)
- Ascolti USA: telespettatori 7 290 000[18]
- Ascolti Italia:[6] telespettatori 624 000 – share 3,92%[19]

## Lo scheletro di cristalli
- Titolo originale: The Diamond in the Rough
- Diretto da: Alex Chapple
- Scritto da: Nkechi Okoro Carroll

### Trama
Vengono ritrovati i resti di una ballerina completamente ricoperti da quelli che sembrano essere diamanti ma che in realtà sono dei sedimenti trasportati dall'acqua che si sono attaccati al corpo; questo risulta essere un grave ostacolo per la soluzione del caso, finché Hodgins non trova il modo di rimuoverli senza rovinare le ossa. Per questo Booth e Bones tornano a lavorare sotto copertura all'importante competizione di ballo da sala in cui gareggiava la vittima. Nel frattempo Angela ha non pochi problemi con il lavoro per il suo animo d'artista e si sente come intrappolata in un lavoro che le impedisce di fare quello che ama fare, quindi Cam, resasi conto della difficoltà dell'amica, con la scusa della necessità di fare tagli al budget le permette di lavorare part-time, in modo che Angela abbia più tempo per dedicarsi alla sua vera passione.
- Ascolti USA: telespettatori 8 040 000[20]
- Ascolti Italia:[6] telespettatori 456 000 – share 4,86%[19]

## L'archeologo nel bozzolo
- Titolo originale: The Archaeologist in the Cocoon
- Diretto da: Jeannot Szwarc
- Scritto da: Sanford Golden e Karen Wyscarver

### Trama
Viene ritrovato il cadavere di un archeologo scrittore, i cui libri trattavano argomenti di richiamo sul pubblico ma non trattati molto professionalmente (piramidi, draghi e simili); tuttavia pare che prima di morire avesse trovato qualcosa di enorme valore storico durante gli scavi in Cecenia: scheletri, appartenenti a quattro persone, risalenti a 25.000 anni fa. Si scopriranno essere resti di uomini Sapiens e di Neanderthal e saranno studiati da Clark, responsabile del reparto di archeologia forense, suscitando non poca gelosia in Bones che cerca di appropriarsi delle ossa con la scusa che uno degli scheletri risulta essere stato vittima di un omicidio, a suo tempo. Le indagini portano a sospettare di uno dei mecenati dell'archeologo: un milionario texano fervente sostenitore del creazionismo che comprava tutti i reperti (anche quelli di dubbia veridicità) per toglierli dalla circolazione. L'archeologo, nonostante le sovvenzioni alla spedizione, si era rifiutato di consegnare i resti trovati. Ma anche la vita privata dell'uomo riserva delle sorprese: la tradizionalista e violenta famiglia della moglie non aveva accettato il loro matrimonio. Clark, nonostante le interferenze di Brennan, scopre che i resti appartengono alla prima famiglia interspecie dell'umanità mai documentata, dalla quale era nata una bimba per metà Homo Sapiens e per metà Neanderthal. Il movente rimane la scoperta dell'archeologo, ma ad ucciderlo è stata l'unica persona che non si aspettavano: la responsabile della casa editrice, a cui l'uomo aveva appena dato il benservito per essere finalmente pubblicato su una rivista seria.
- Ascolti USA: telespettatori 7 790 000[20]
- Ascolti Italia:[6] telespettatori 591 000 – share 3,58%[21]

## Il cadavere sul baldacchino
- Titolo originale: The Corpse on the Canopy
- Diretto da: Rob Hardy
- Scritto da: Jonathan Collier

### Trama
Hodgins e Angela trovano un cadavere nella loro camera da letto e petali di un fiore egiziano nel lettino del piccolo Michael e per la squadra vuole dire solo una cosa: Pelant è tornato e vuole vendicarsi. Tutta la squadra è sotto pressione e Hodgins rischia di alimentare troppo la sua paranoia. La sfida di Pelant si fa seria: l'uomo riesce ad infiltrarsi in un'azienda che offre mercenari nel mondo e per Booth non sarà facile trovare collaborazione.
- Ascolti USA: telespettatori 8 530 000[22]
- Ascolti Italia:[6] telespettatori 457 000 – share 5,32%[21]

## Tombe affollate
- Titolo originale: The Twist in the Plot
- Diretto da: Milan Cheylov
- Scritto da: Kim Clements

### Trama
Viene ritrovato il cadavere di una donna non del tutto sotterrato sopra un altro corpo che però è stato seppellito lì per suo volere; si tratta infatti di una donna morta di cancro che ha voluto una sepoltura naturale. Booth e Temperance stanno indagando su due corpi ritrovati nello stesso posto. L'identificazione svela che uno dei due era una paziente terminale, mentre l'altra persona era incaricata di aiutarla ad affrontare la diagnosi e ad accettare l'inevitabile. Daisy ritorna al laboratorio ed è la prima volta che si trova a lavorare con Sweets dopo che i due si sono lasciati.
- Ascolti USA: telespettatori 9 250 000[23]
- Ascolti Italia:[6] telespettatori 632 000 – share 3,93%[24]

## Sangue in pista
- Titolo originale: The Doll in the Derby
- Diretto da: Tawnia McKiernan
- Scritto da: Michael Peterson

### Trama
Brennan e Booth stanno indagando sulla morte di un'anziana pattinatrice il cui corpo è stato smembrato. Per raccogliere indizi usano Angela come agente sotto copertura in una gara di pattinaggio. Cam intanto sta cercando di scoprire cosa si nasconde dietro le visite in ospedale di Booth, temendo che la figlia di lui, Christine sia affetta da una grave patologia chiamata Neurofibromatosi. In un macello abbandonato viene ritrovato il cadavere smembrato di una donna spericolata che faceva parte del gruppo delle Derby Dolls, un gruppo di pattinatrici a rotelle che gareggiano in stile rugby. Alla fine Cam scopre con sollievo che Christine non è affetta da Neurofibromatosi e che Booth in realtà sta organizzando una serata in onore di bambini affetti da questa patologia.
- Ascolti USA: telespettatori 9 060 000[25]
- Ascolti Italia:[6] telespettatori 442 000 – share 4,88%[24]

## Uno sparo nel buio
- Titolo originale: The Shot in the Dark
- Diretto da: François Velle
- Scritto da: Dave Thomas

### Trama
A casa Booth e Bones litigano su come si dovrebbe educare Christine quindi la donna, per calmarsi va al Jeffersonian per esaminare dei resti, ma viene poi ferita con un colpo d'arma da fuoco nella stanza delle ossa. Brennan si troverà in condizioni critiche dove sarà sospesa tra la vita e la morte. Proprio in questi attimi Bones rivede sua madre, un evento che sfida la sua logica, solitamente inattaccabile. Tutte le prove indicano che l'assassino sia collegato al Jeffersonian e abbia usato dei proiettili fatti di ghiaccio.
- Ascolti USA: telespettatori 8 820 000[26]
- Ascolti Italia:[6] telespettatori 783 000 – share 5,09%[27]

## L'amico bisognoso
- Titolo originale: The Friend in Need
- Diretto da: Jeffrey Walker
- Scritto da: Dean Lopata

### Trama
Nel fiume viene ritrovato un cadavere in una valigia; si tratta di un ragazzo di 15 anni scomparso dopo una mega-festa di liceali. Il giovane non aveva amici a parte un'amica di infanzia e di cui era innamorato e un ragazzo più grande con cui sistemava cellulari guadagnando una bella cifra; purtroppo durante la festa la ragazza era stata drogata e violentata proprio da quest'altro ragazzo, che poi aveva ucciso anche l'amico quando era stato scoperto.
- Ascolti USA: telespettatori 8 470 000[28]
- Ascolti Italia:[6] telespettatori 596 000 – share 7,16%[27]

## Viaggio nel tempo
- Titolo originale: The Fact in the Fiction
- Diretto da: Dwight Little
- Scritto da: Keith Foglesong

### Trama
In un campo viene ritrovato il cadavere di un ragazzo; mentre al Jeffersonian arriva un nuovo tirocinante della Brennan, un uomo molto intelligente che lega subito con Hodgins. La presenza del nuovo interno, il geniale Oliver Wells, spinge Brennan a essere più aperta rispetto a molti quesiti scientifici. Wells è una persona sicura di sé e non si lascia intimidire da Temperance, anzi, il suo carattere entusiasta e la precisione delle sue osservazioni fanno tentennare la dotta antropologa. Booth però è preoccupato da questa sua improvvisa apertura mentale, specie quando Bones prende in considerazione il viaggio nel tempo in merito al caso a cui stanno lavorando.
- Ascolti USA: telespettatori 8 770 000[29]
- Ascolti Italia:[6] telespettatori 695 000 – share 4,32%[30]

## Il cadavere nel sapone
- Titolo originale: The Survivor in the Soap
- Diretto da: Tim Southam
- Scritto da: Nkechi Okoro Carroll

### Trama
Il team sta indagando la morte di Sumchay Conthet, un giovane i cui resti sono stati ritrovati in un barile di rifiuti chimici in una discarica. Si scopre che la vittima era un immigrato dalla Sierra Leone e che era impiegato in numerosi lavori part time per poter sopravvivere. Cam e Arastoo sono in difficoltà perché non riescono a tenere segreta la loro relazione, mentre Booth e Brennan stanno decidendo la destinazione delle loro vacanze.
- Ascolti USA: telespettatori 8 410 000[31]
- Ascolti Italia:[6] telespettatori 457 000 – share 5%[30]

## Apocalisse
- Titolo originale: The Doom in the Gloom
- Diretto da: Kate Woods
- Scritto da: Sanford Golden e Karen Wyscarver

### Trama
La squadra sta indagando sulla morte di un ex Marine, un sergente ritrovato bruciato. La vittima era stata congedata in seguito a un alterco con un commilitone, ma dopo aver interrogato l'altro Marine implicato si scopre che Deanna, la vittima, era ossessionata dall'idea dell'apocalisse, spingendo le indagini in un'altra direzione. Sweets ha trovato l'appartamento dei suoi sogni, ma sia Booth che Brennan sono convinti che non si trasferirà e in parte sono felici della cosa perché si sono un po' troppo abituati a quella strana ma piacevole convivenza.
- Ascolti USA: telespettatori 7 580 000[32]
- Ascolti Italia:[6] telespettatori 714 000 – share 4,33%[33]

## Sangue sui diamanti
- Titolo originale: The Blood from the Stones
- Diretto da: François Velle
- Scritto da: Pat Charles

### Trama
Un poliziotto sotto copertura che stava indagando su una serie di rapine avvenute ai bancomat, viene ritrovato morto con un sacchetto di diamanti all'interno del suo corpo mutilato. Il team cerca di scoprire se i ladri sono responsabili dell'omicidio o se il poliziotto fosse corrotto. Brennan si trova sotto i riflettori grazie a un documentario organizzato dal Jeffersonian per raccogliere fondi.
- Ascolti USA: telespettatori 6 960 000[34]
- Ascolti Italia:[6] telespettatori 488 000 – share 4,99%[33]

## La signora nei funghi
- Titolo originale: The Maiden in the Mushrooms
- Diretto da: Jeannot Szwarc
- Scritto da: Lyla Oliver

### Trama
Il team sta indagando sull'omicidio di un produttore televisivo. Brennan intanto ha delle difficoltà ad accettare il fatto che Christine possa essere una bambina normale, con i problemi che hanno tutti i bambini della sua età. Hodgins usa tutte le sue conoscenze e mezzi a sua disposizione per ricreare la salsa speciale di Finn, a quel punto trovano una chef finanziatrice per metterla sul mercato.
- Ascolti USA: telespettatori 7 050 000[35]
- Ascolti Italia:[6] telespettatori 724 000 – share 4,41%[36]

## Spogliarelli e omicidi
- Titolo originale: The Party in the Pants
- Diretto da: Reggie Hudlin
- Scritto da: Michael Peterson e Keith Foglesong

### Trama
Il team del Jeffersonian sta indagando sulla morte di Jack Spindler, distinto impiegato di giorno e spogliarellista di notte. Intanto la madre di Booth si fa viva dopo 24 anni di assenza per fare a suo figlio una richiesta speciale.
- Ascolti USA: telespettatori 6 560 000[37]
- Ascolti Italia:[6] telespettatori 523 000 – share 5,22%[36]

## Virus letale
- Titolo originale: The Pathos in the Pathogens
- Diretto da: Chad Lowe
- Scritto da: Kim Clements

### Trama
Al Jeffersonian portano lo scheletro di una donna, la quale sembra essere stata contagiata da un virus di cui non si conosce l'origine. Nel corso degli esami svolti sul cadavere, Arastoo Vaziri si punge con un ago rimasto nello scheletro, rimanendo contagiato a sua volta.
- Ascolti USA: telespettatori 7 060 000[38]
- Ascolti Italia:[6] telespettatori 767 000 – share 4,40%[39]

## Le colpe dei padri
- Titolo originale: The Secret in the Siege
- Diretto da: David Boreanaz
- Scritto da: Stephen Nathan e Jonathan Collier

### Trama
Pelant, che ha una reazione allergica al solo profumo della felicità, specialmente quando si tratta di quella di Booth e Brennan, ha minacciato di fare fuori quattro persone nel caso in cui Booth non rompa il fidanzamento. E per aggiungere al danno anche la beffa, Booth non ha il permesso di dire a Brennan il (vero) motivo. Quindi, invece di accettare la proposta di nozze, la deve respingere e rompere anche il fidanzamento.
- Ascolti USA: telespettatori 7 360 000[40]
- Ascolti Italia:[6] telespettatori 618 000 – share 6,21%[39]